# Tapeinosperma ampliflorum
Tapeinosperma ampliflorum är en viveväxtart som beskrevs av A. C. Smith. Tapeinosperma ampliflorum ingår i släktet Tapeinosperma och familjen viveväxter. Inga underarter finns listade i Catalogue of Life.